# Сергеев, Юрий Валентинович (медик)
Юрий Валентинович Сергеев — советский и российский ученый, доктор медицинских наук, профессор, член РАЕН, Заслуженный врач Российской Федерации, Директор Института аллергологии и клинической иммунологии, заместитель Главного специалиста Главного Медицинского Управления УД Президента Российской Федерации, заведующий дерматологическим отделением ФГУ «Поликлиника № 1» УД Президента РФ (1982—2011), редактор международного журнала «Иммунопатология, аллергология, инфектология», главный редактор периодического сборника «Успехи медицинской микологии», автор крупнейшего в мире авторского проекта по дерматовенерологии «Будни дерматологии».

## Биография
Родился в 1950 г. в Крыму, в семье врача-исследователя. По окончании школы служил в Советской Армии. В 1977 г. окончил Первый московский медицинский институт имени И. М. Сеченова. В 1982 г. защитил кандидатскую, а в 1990 г. — докторскую диссертацию. С 1977 г. работал в системе кремлёвской медицины. С 1991 г. совмещает практическую работу с преподавательской — ассистент кафедры кожных болезней ММА имени И. М. Сеченова, с 2006 г. — профессор кафедры дерматовенерологии и микологии Российской медицинской академии последипломного образования.
В 1995 г. Ю. В. Сергеев основал Институт аллергологии и клинической иммунологии.Скончался 13 января 2025 года.

## Профессиональная деятельность
В 1986 г. опубликовал методические рекомендации МЗ СССР «Атопический дерматит» (АД), впервые в СССР охарактеризовав атопический дерматит с иммунологических позиций, выступив против господствовавшей в те времена концепции нервизма в дерматологии, в докторской диссертации предложил первую классификацию иммунных нарушений при атопическом дерматите. Сформулировал основные принципы профилактики атопического дерматита, предложив программу «контролируемого самолечения». Первым в СССР описал случай синдрома гипериммуноглобулинемии Е.
Впервые доказал, что так называемые узелки при чесотке обусловлены гиперплазией лимфоидной ткани, предложив термин «постскабиозная лимфоплазия». В кандидатской диссертации предложил оригинальную классификацию доброкачественной лимфоплазии кожи, а также метод терапии с использованием нестероидных противовоспалительных препаратов. Им описаны случаи редких лимфопролиферативных дерматозов и опухолей придатков кожи. В 1990-х гг. участвовал в разработке и внедрении системы диспансеризации, активного выявления и профилактики рака кожи (канцер-регистр).
В 1998 году впервые описал онихомикоз, вызванный редкими видами аспергилл A. ustus и A. clavatus.
Им создан крупнейший в мире авторский проект по дерматовенерологии — сайт «Будни дерматолога» (www.skinmaster.ru).

## Научные труды
Сергеев Ю. В. является автором и соавтором более 600 научных работ, в том числе 32 монографий, руководств, справочников по кожным болезням, аллергологии, клинической иммунологии и медицинской микологии. Основные научные труды изложены в книгах:
- «Онихомикозы — грибковые инфекции ногтей» (М., 1998, 126 с.)
- «Кандидоз. Природа инфекции, механизмы агрессии и защиты, лабораторная диагностика, клиника и лечение» (М., 2001, 472 с.)
- «Лекарственная аллергия» (М., 2001, 300 c.)
- «Немедикаментозная иммунокоррекция» (М., 2002, 264 с.)
- «Атопический дерматит. Руководство для врачей» (М., 2002, 200 с.)
- «Грибковые инфекции. Руководство для врачей» (М., 2003, 2-е изд. 2008, 480 с.)
- «Фармакотерапия микозов» (М., 2003, 200 с.)
- «1000 формул клинической иммунологии» (М., 2003, 400 с.)
- «Новое в систематике и номенклатуре грибов» (М., 2003, 496 с.)
- «Успехи медицинской микологии» (М., 2003—2022, в 22 томах, главный редактор серии)
- «Дерматоонкология» (М., 2005, 872 с.)
- «Будни дерматолога» (М., 2011, 668 с.)

Ю. В. Сергеев — главный редактор периодического сборника научных трудов «Успехи медицинской микологии» и серии «Микология сегодня», главный редактор международного журнала «Иммунопатология, аллергология, инфектология» и электронного периодического издания «Дерматология в России», является членом редакционных советов и коллегий ряда отечественных журналов: «Клиническая дерматология», «Российский журнал кожных и венерических болезней» и др.

## Общественная деятельность
По инициативе Ю. В. Сергеева создано Общероссийское общественное объединение научных работников «Национальная академия микологии», президентом которой он является. Организатор и председатель оргкомитетов I и II Съездов микологов России, I—V Всероссийских конгрессов по медицинской микологии. Ю. В. Сергеев — главный учёный секретарь медико-биологического отделения Российской академии естественных наук, президент российского научного общества врачей «Дерматоскопии и оптической диагностики кожи», член правлений Российского общества дерматовенерологов и Российского общества иммунологов, член совета директоров Национального альянса дерматологов и косметологов, академик РАЕН, Российской академии медико-технических наук, имеет почетные звания других научных общественных организаций.

### Семья
Отец — Сергеев, Валентин Николаевич, к.м.н., врач-пульмонолог, основатель 1-го в СССР клуба любителей оздоровительного бега, автор книг: «Домашний доктор», «Обойдемся без лекарств», известный популяризатор здорового образа жизни. Участник Великой Отечественной войны, защитник Ленинграда, кавалер Ордена Отечественной войны II степени, награждён 7 медалями (За победу над Германией… и другими). Сотрудник Центрального научно-исследовательского института курортологии и физиотерапии, Всесоюзной научно-исследовательской лаборатории по туризму и экскурсиям. Мать — Сергеева Марья Артемовна, ветеран труда.
Братья — Василий, дипломат; Игорь военный (ВВС), двукратный кавалер Ордена красной звезды.

## Награды и премии
Нагрудный Знак «Гвардия» СССР вручен во время службы в рядах Советской Армии. В 1998 г. Сергееву Ю. В. присвоено звание «Заслуженный врач Российской Федерации». В 2001 г. удостоен Золотого Почетного знака «Общественное признание». Ю. В. Сергеев награждён почетным знаком МЦ УД Президента РФ «За добросовестный труд», значком «Отличнику здравоохранения», медалью ММА имени И. М. Сеченова «За лучшую монографию года», медалью «В память 850-летия Москвы» и другими общественными и государственными наградами.
В соответствии с Распоряжением Правительства Российской Федерации от 28 августа 2009 г. № 1246-р г. Москва «О присуждении премий Правительства Российской Федерации 2009 года в области образования» премия Правительства Российской Федерации 2009 года в области образования присуждена академику Ю. В. Сергееву "за учебно-педагогическую работу «Межрегиональный университетский учебно-педагогический комплекс по наукоемкой многофункциональной подготовке медицинских специалистов…». В 2022 году присвоено почетное звание Российской Федерации Ветеран труда.